# مانا آتسومی
مانا آتسومی (انگلیسی: Mana Atsumi؛ زادهٔ ۱ ژانویهٔ ۱۹۸۹) بازیکن سافت‌بال اهل ژاپن است.
وی در مسابقات کشوری و بین‌المللی در مجموع برندهٔ ۱ مدال طلا شده‌است.